# 태광중학교
태광중학교(泰光中學校)는 대한민국 경기도 평택시 신장동에 있는 사립 중학교이다.

## 학교 연혁
- 1953년 10월 20일 : 광명공민학교 설립
- 1955년 11월 11일 : 송탄고등공민학교 6학급 인가
- 1962년 1월 6일 : 재단법인 송광학원 설립인가
- 1962년 3월 17일 : 송광중학교 인가
- 1966년 3월 3일 : 최영휘 이사장, 최재원 초대 교장 취임
- 1968년 3월 13일 : 학교법인 태광학원, 태광중학교 교명 변경
- 1968년 3월 13일 : 교사 20개 교실 준공
- 2000년 4월 1일 : 청송관 준공
- 2016년 12월 20일 : 학교 운동장 인조잔디 준공
- 2018년 3월 1일 : 황지연 이사장 취임
- 2021년 1월 11일 : 제54회 졸업장 수여식(졸업생 총수 17,494명)
- 2022년 6월 28일 : 학교법인 도하학원 법인명 변경
- 2023년 3월 1일 : 오충우 교장 취임

## 참고 자료
- 태광중학교 - 한국교육학술정보원 학교알리미